# Peralada
Peralada település Spanyolországban, Girona tartományban. Peralada Figueres, Rabós, Castelló d’Empúries, Mollet de Peralada, Garriguella, Pedret i Marzà, Pau, Fortià, Vila-sacra, Vilabertran, Cabanes és Masarac községekkel határos. Lakosainak száma 2047 fő (2024).

## Népesség
A település népessége az elmúlt években az alábbi módon változott:
| Lakosok száma | 989  | 2391 | 1791 | 1624 | 1259 | 1491 | 1805 | 1859 | 1850 | 2047 |
|               | 1717 | 1887 | 1936 | 1960 | 1986 | 2004 | 2009 | 2014 | 2019 | 2024 |